# Holger-Madsen
Holger-Madsen (né le 11 avril 1878 et décédé le 30 novembre 1943) est un réalisateur danois. 

## Biographie
Holger Madsen a introduit dès 1914 des nouvelles techniques cinématographiques : des panoramiques suivant le déplacement des acteurs, des prises de vue dans des miroirs, les surimpressions, les contre-jours et le montage de plusieurs angles de prises de vues dans une même scène (comme dans Les Spirites (Spiritisten)). En 1914, son film Rêves d'opium fut interdit par la censure danoise mais eut un succès considérable aux États-Unis. En 1918, il a réalisé un film de science-fiction, Le Vaisseau du ciel (Himmelkibet), dans lequel un vaisseau spatial arrive sur la planète Mars. Les astronautes découvrent alors que les Martiens, vêtus de robes en soie noirs et blanches, ressemblent aux êtres humains.

## Filmographie
- 1912 : La Scie mécanique (en) (Kun en Tigger)
- 1913 : Under savklingens tænder
- 1913 : Under mindernes træ
- 1913 : Pendant la peste (Mens Pesten raser)
- 1913 : La Dame blanche (Den hvide Dame)
- 1913 : Fra fyrste til knejpevært
- 1914 : Opiumsdrømmen
- 1914 : Et huskors
- 1914 : Elskovsleg
- 1914 : Sous le joug de la passion (Under Skæbnens Hjul)
- 1914 : Le Mystérieux étranger (Den mystiske Fremmede)
- 1914 : À bas les armes ! (Ned Med Vaabnene)
- 1915 : L'Évangéliste (Evangeliemandens liv)
- 1915 : En opstandelse
- 1915 : Barnets magt
- 1915 : Tempeldanserindens elskov
- 1915 : Trold kan tæmmes
- 1915 : Kærlighedens triumf
- 1916 : Den hvide djævel
- 1916 : Les Spirites (Spiritisten)
- 1916 : I livets brænding
- 1916 : Det stjaalne ansigt
- 1916 : Guldets gift
- 1916 : Manden uden fremtid
- 1916 : Danserindens hævn
- 1916 : For sin faders skyld
- 1917 : Livets gøglespil
- 1917 : Pax aeterna
- 1917 : Hans rigtige kone
- 1917 : Fange no. 113
- 1918 : Le Vaisseau du ciel (Himmelskibet)
- 1918 : Lydia
- 1918 : Folkets ven
- 1919 : En kunstners gennembrud
- 1919 : Mod lyset
- 1920 : Gudernes yndling
- 1921 : Tobias Buntschuh - Das Drama eines Einsamen
- 1921 : Am Webstuhl der Zeit
- 1922 : Pömperly's Kampf mit dem Schneeschuh
- 1922 : Die sterbende Stadt
- 1924 : Der Mann um Mitternacht
- 1924 : Der Evangelimann
- 1925 : Ein Lebenskünstler
- 1926 : Spitzen
- 1927 : Die sporck'schen Jäger
- 1927 : Aveugle
- 1928 : Freiwild
- 1928 : Die seltsame Nacht der Helga Wangen
- 1929 : Was ist los mit Nanette?
- 1932 : Vask, videnskab og velvære
- 1934 : København, Kalundborg og - ?
- 1936 : Sol over Danmark